# Sophie Müller

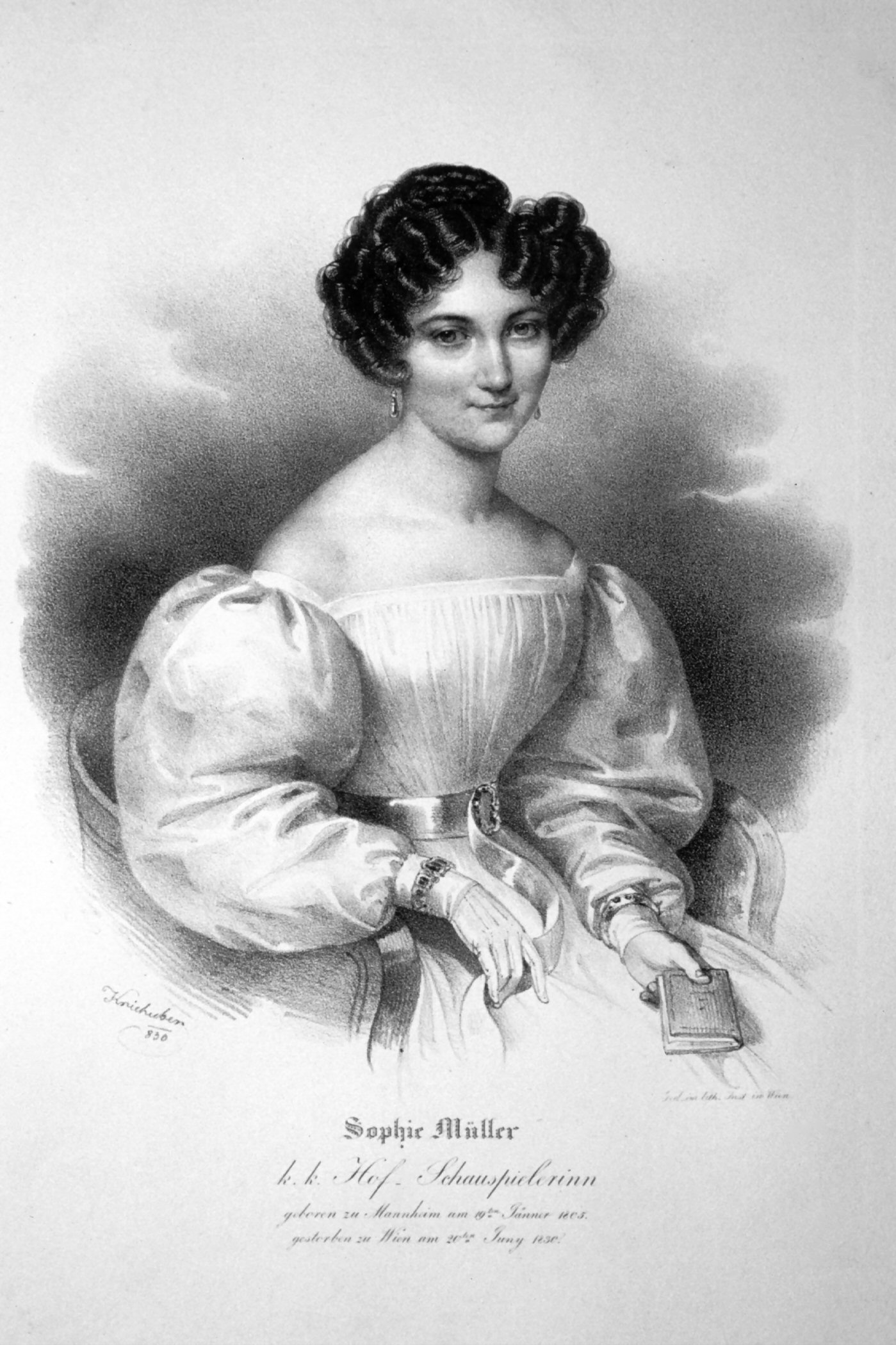
Sophie Müller, Lithographie von Josef Kriehuber, 1830

Sophie Müller (* 19. Januar 1803 in Mannheim; † 20. Juni 1830 in Hietzing bei Wien) war eine deutsche Schauspielerin.

## Leben
Sophie Müller entstammt einer Mannheimer Schauspielerfamilie und trat bereits in Kinderrollen auf. Ein erstes festes Engagement erhielt sie 1820 am Hoftheater in Mannheim ("Cordelia" in "König Lear"). 1821 unternahm sie mit ihrem Vater eine Gastspielreise nach München und Wien, wo sie am Hofburgtheater mit großem Erfolg gastierte.
Ab 1822 war sie langjähriges Mitglied des  Hofburgtheaters in  Wien. In diesen Jahren trat sie über 700 mal in Wien auf, daneben führten sie Gastspielreisen nach Graz, Berlin, Prag und Dresden. Sie wurde der bewunderte Liebling des Wiener Publikums. 
Müller fungierte darüber hinaus als Vorleserin bei der Kaiserin Maria Anna. Nach einem Zusammenbruch trat sie aus Gesundheitsgründen 1829 von der Bühne ab. Ihr früher Tod im folgenden Jahr löste allgemeine Bestürzung aus.